# Anneliese Michel

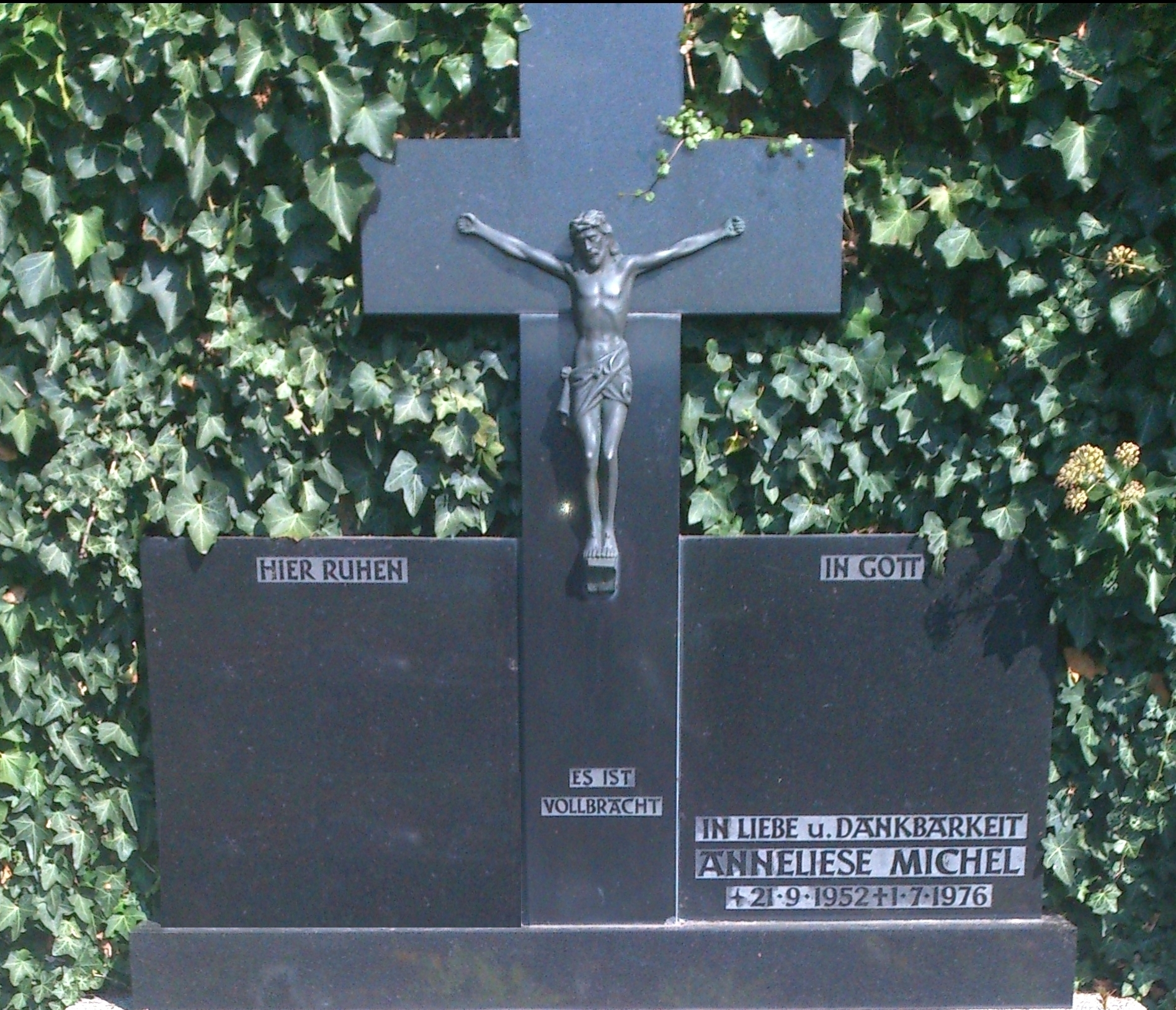
Grabstein der Anneliese Michel (weitere Namen auf dem Grabstein sind retuschiert)

Anneliese Michel, eigentlich Anna Elisabeth Michel (* 21. September 1952 in Leiblfing; † 1. Juli 1976 in Klingenberg am Main), war eine deutsche Studentin der Religionspädagogik, die an den Folgen extremer Unterernährung starb. Große Aufmerksamkeit erregte der Todesfall, weil in den Monaten vor ihrem Tod zwei römisch-katholische Priester insgesamt 67-mal den großen Exorzismus an ihr vollzogen hatten.
Das Gerichtsverfahren, mit dem die strafrechtliche Verantwortung der Beteiligten aufgearbeitet wurde, erregte Aufmerksamkeit weit über die Grenzen Deutschlands hinaus. Die Ereignisse, die auch als „Exorzismus von Klingenberg“ bekannt wurden, veränderten die Praxis der Ausübung der Teufelsaustreibung in der römisch-katholischen Kirche in Deutschland.
Michels Schicksal war Motiv für mehrere Dokumentar- und Spielfilme. Der 2006 veröffentlichte Film Requiem von Hans-Christian Schmid wurde vielfach preisgekrönt.

## Herkunft und Elternhaus
Anneliese Michel stammte aus einem streng römisch-katholischen Elternhaus und einem ebensolchen Milieu in dem Weinort Klingenberg am Untermain.
Anneliese Michels Vater Josef Michel stammte aus einer alteingesessenen Bürger- und Handwerkerfamilie Klingenbergs. Nach dem Wunsch seiner tiefreligiösen Mutter, deren drei Schwestern Ordensschwestern waren, hätte er Priester werden sollen. Er machte eine dreijährige Lehre zum Zimmermann im elterlichen Betrieb, leistete Reichsarbeitsdienst und Wehrdienst  und später Kriegsdienst an der Westfront und an der Ostfront. Er kehrte im Sommer 1945 aus der US-amerikanischen Kriegsgefangenschaft zurück, besuchte in München die Bauhandwerkerschule und machte 1948 die Meisterprüfung, um den Familienbetrieb zu übernehmen. 
Das Glaubens- und Weltbild des Vaters war durch die Prophezeiungen von Fátima, das bayerische Medium Alois Irlmaier, die Seherin Barbara Weigand und andere Inhalte konservativer Strömungen innerhalb des Katholizismus geprägt.
Anneliese Michels Mutter Anna arbeitete im Büro ihres Vaters in Leiblfing, als sie Josef Michel kennenlernte. Die Verbindung beider wurde von Anneliese Michels Großmutter väterlicherseits arrangiert, die dazu auf die Hilfe der Diözese Würzburg zurückgriff. Anneliese Michels Mutter brachte eine 1948 geborene Tochter mit in die Beziehung. Dies nährte Gerüchte im Ort, dass zugunsten der Familie Michel Geld geflossen sei, um die Heirat herbeizuführen. Auch das Gerücht, es habe sich um das Kind eines römisch-katholischen Geistlichen gehandelt, schien umzugehen. Das Kind starb 1956 an einem Nierentumor, bekam als außereheliches Kind aber keinen Platz im Familiengrab, sondern wurde an der Friedhofsmauer in einem gesonderten Grab beigesetzt. Anna und Josef Michel heirateten 1950.

## Kindheit, Jugend und Krankengeschichte
Anneliese Michel wurde am 21. September 1952 als erstes gemeinsames Kind der Eheleute Michel geboren. Ihre drei Schwestern kamen 1954, 1956 und 1957 zur Welt.
Anneliese Michel war bereits als Kleinkind kränklich. Sie besuchte ab 1959 die Volksschule in Klingenberg und ab der sechsten Klasse das Karl-Theodor-von-Dalberg-Gymnasium in Aschaffenburg. Sie war Mitglied in einem Sportverein und erhielt Klavier- und Akkordeonunterricht. Bereits damals war sie stark religiös geprägt, ging mehrmals wöchentlich zur Messe, betete regelmäßig Rosenkränze und schlief zur Sühne für andere gelegentlich auf dem Fußboden. Sie wurde von ihrem Umfeld als freundlich, umgänglich, ernst und introvertiert beschrieben. Auch nach außen zeigte sie eine anhaltende Frömmigkeit und führte religiöse Gespräche als Überzeugungsarbeit.
Im September 1968 erlitt Michel einen ersten Krampfanfall. Der nächste Anfall folgte im August 1969 und war Anlass für eine neurologische Untersuchung. Nach Ableitung eines Elektroenzephalogramms (EEG) wurde die Diagnose „cerebrales Anfallsleiden“ gestellt. Kurze Zeit später erkrankte sie an einer Lungenentzündung und Tuberkulose. Während ihres sechsmonatigen Aufenthalts in einem Lungensanatorium im Allgäu von März bis August 1970 wurden ebenfalls mehrfach epilepsieartige Anfälle dokumentiert. Dort sollen ihr nach Meinung einer Autorin erstmals teuflische Fratzen erschienen und Stimmen zu Gehör gekommen sein. Nach der Rückkehr aus dem Sanatorium musste sie aufgrund der versäumten Unterrichtszeit in eine neue Schulklasse wechseln. Als Folge vereinsamte sie zusehends und litt unter Depressionen; die Leistungen in der Schule ließen deutlich nach.
Anneliese Michels Pubertät war durch das strenge Elternhaus geprägt. Die Mutter verbot aufgrund strenger Moralvorstellungen der sechzehnjährigen Tochter den Umgang mit dem ersten Freund, die Teilnahme an Tanzveranstaltungen sowie Besuche bei Freundinnen.
Im Frühjahr 1973 soll Michel erstmals über ein beständiges Klopfen im Schrank, unter dem Fußboden und über der Zimmerdecke geklagt haben; zudem hätten Stimmen aus der Hölle zu ihr gesprochen. Im September 1973 schilderte sie diese Eindrücke jedenfalls auch gegenüber einem Arzt, der dies als beginnende paranoide Psychose deutete. Im selben Jahr legte sie, begleitet von großen Versagensängsten, das Abitur ab.
Zum Wintersemester 1973 begann sie ein Studium an der Pädagogischen Hochschule in Würzburg. Sie zog deshalb im November desselben Jahres ins Ferdinandeum, ein katholisches Studienseminar mit Wohnheim. In Würzburg begab sie sich noch im November 1973 zur Behandlung in die Universitäts-Nerven- und Poliklinik. Bei der Untersuchung gab sie an, seit 1972 an fast täglichen Anfallszuständen zu leiden, die in Form von Absencen auftraten. Es wurde eine „neurotische Depression mit Entwicklungscharakter“ diagnostiziert und außerdem der Befund einer Epilepsie durch ein neuerliches EEG gestützt. Bei einem weiteren EEG im Frühjahr 1974 fand sich unverändert ein Hinweis auf eine Hirnschädigung im linken Schläfenbereich, der sehr wahrscheinlich die Ursache der Anfälle war.
Im November 1975 legte Michel erfolgreich ihre Prüfung zur Erlangung der kirchlichen Lehrerlaubnis ab. Ihre Staatsexamensarbeit mit dem Titel Die Aufarbeitung der Angst als religionspädagogische Aufgabe reichte sie im Mai 1976 ein; zu diesem Zeitpunkt war sie zu einer ordnungsgemäßen Ausarbeitung gesundheitlich nicht mehr in der Lage.
Michel wurden von Herbst 1970 bis kurz vor ihrem Tod Medikamente verordnet, die eine Krampfentladung des Nervensystems verhindern sollten. Zeitweilig besserte sich ihr Zustand. Unklar ist, ob Michel die Medikamente über den ganzen Zeitraum ordnungsgemäß und regelmäßig einnahm. Daran bestehen erhebliche Zweifel. Möglicherweise waren die verordneten Mengen geringer als ihr tatsächlicher Bedarf.

## Die Exorzismen
Nachdem Michel schon mehrere Jahre an epilepsieartigen Anfällen gelitten und auch über dämonische Wahrnehmungen geklagt hatte, glaubte die Leiterin einer Wallfahrt in dem von der römisch-katholischen  Kirche nicht anerkannten marianischen Wallfahrtsort San Damiano (südlich von Piacenza in Norditalien gelegen) bei Michel spirituelle Probleme zu erkennen: Als Michel im Sommer 1973 erstmals an einer solchen Fahrt unter Führung der Wallfahrtsleiterin teilnahm, soll sie dort nach deren Aussage insbesondere eine große Abneigung gegen alle der Religionsverehrung dienenden Gegenstände gezeigt haben. 
Auf Veranlassung der Wallfahrtsleiterin stellte sich Michel einem Geistlichen aus Aschaffenburg vor; dieser sah keinen Anhaltspunkt für eine Besessenheit. Der dortige Kaplan vermittelte den Kontakt zu dem Geistlichen Ernst Alt, der damals Pfarrer in Ettleben war. Nachdem Michel mit diesem Kontakt aufgenommen hatte, verwies er sie zunächst erneut auf ärztliche Hilfe. 
Da die Wallfahrtsleiterin weiterhin nicht an eine medizinische Erklärung glaubte, stellte sie den Kontakt mit Pater Adolf Rodewyk her, der anhand der Schilderungen glaubte, Indizien für eine Besessenheit zu erkennen. Als Verfasser zweier Standardwerke im theologischen Fach Dämonologie galt der Jesuit Rodewyk in römisch-katholischen Kreisen als Experte für Besessenheit und Austreibung. Zudem hatte er selbst häufig den großen Exorzismus gebetet und war auf dem Gebiet der Dämonologie theologischer Berater der Deutschen Bischofskonferenz.
Ab Herbst 1973 traf Ernst Alt Anneliese Michel zunächst alle zwei Wochen, später einmal im Monat bis November 1974. Im Rahmen der Gespräche stellte Alt im September 1974 die spirituelle Diagnose „Umsessenheit“, bei der Dämonen vom Betroffenen noch nicht Besitz ergriffen haben, sondern diesen lediglich bedrängen, und forderte Anneliese Michel auf, sich einen Seelenführer zu wählen, um nach dessen Maßgabe ein geordnetes religiöses Leben zu führen. Anneliese Michel entschied sich daraufhin für Ernst Alt. Die Diagnose kam Anneliese Michel und auch ihren Eltern nicht ungelegen, bestand doch keine Akzeptanz für eine medizinische Erklärung ihres Leidens; vielmehr suchte man Zuflucht in einer religiösen Deutung der Symptome.
Am 1. Juli 1975 sprach Ernst Alt einen ersten Exorzismus (einen sogenannten Exorzismus probativus) über sie, worauf sie nach Aussage der Beobachter mit dem Zerreißen des Rosenkranzes reagiert haben soll. Etwa zu dieser Zeit zog sich Anneliese Michel erstmals in das Haus ihrer Eltern zurück, da sie durch die Anfälle und ihren zwischenzeitlich eingetretenen Gewichtsverlust für die Fortsetzung des Studiums zunächst zu geschwächt war. Auf Bitten Ernst Alts stimmte der Würzburger Bischof Josef Stangl erstmals einem kleinen Exorzismus zu, der am 3. August 1975 durchgeführt wurde. Ab diesem Zeitpunkt verschlechterte sich der Geisteszustand Anneliese Michels rapide: Sie fand kaum Schlaf, litt unter starkem Bewegungsdrang, schrie und tobte, begann zu fasten, aß jedoch Insekten und trank Urin. Ernst Alt habe zu diesem Zeitpunkt nach eigenem Bekunden eine Einweisung in eine Nervenklinik angeraten, was für Anneliese Michel und deren Eltern inakzeptabel gewesen sei. Vor allem die Eltern befürchteten, dass ihr dadurch die Karriere als Lehrerin verschlossen werde.
Anfang September 1975 besuchte Adolf Rodewyk Anneliese Michel und erstellte ein Gutachten für Bischof Josef Stangl, in dem er die Abhaltung des großen Exorzismus empfahl. Als Exorzist wurde Pater Arnold Renz bestimmt, der zustimmte. Er war zu dieser Zeit Pfarrer in Schippach (Gemeinde Elsenfeld) und Ordensmann der Salvatorianer. Renz hatte damals in Kirchenkreisen eine gewisse Bekanntheit erlangt, da er sich intensiv für die Seligsprechung der in Schippach gestorbenen „Seherin“ Barbara Weigand einsetzte.

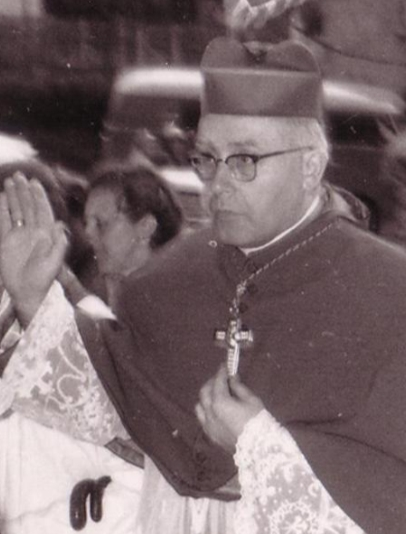
Bischof Josef Stangl (hier Mai 1959) ordnete am 16. September 1975 den großen Exorzismus an

Am 16. September 1975 ordnete Bischof Stangl den großen Exorzismus nach dem Rituale Romanum an. 
Während Exorzismen im Allgemeinen als Schutz vor dem Bösen dienen sollen, war der große Exorzismus zu jener Zeit als Ritus für die Teufelsaustreibung an Besessenen vorgesehen. Insgesamt wurden ab dem ersten großen Exorzismus am 24. September 1975 bis zum Tod Michels Anfang Juli 1976 an ihr 67 exorzistische Sitzungen nach dem großen Ritus vorgenommen, wobei Arnold Renz ab der zweiten Sitzung ein Tonbandgerät mitlaufen ließ. Aus den Tonbandaufzeichnungen geht hervor, dass Michel mit stark veränderter Stimme sprach und immer wieder spontane Schreie ausstieß. Sie benutzte grob unflätige Ausdrücke, die die Exorzisten Dämonen zuschrieben. Die Exorzisten gaben an, die Besessenheit Michels durch den Dämon Luzifer sowie die „menschlichen Dämonen“ Judas, Nero, Kain, Hitler und Valentin Fleischmann festgestellt zu haben. Valentin Fleischmann war ein Priester, der von 1572 bis 1575 in der Gemeinde Ettleben tätig war und damit ein Vorgänger von Ernst Alt. Fleischmann soll vier Kinder gehabt haben und Totschläger gewesen sein.
Als Grund für die Besessenheit gab Renz an, Anneliese Michel habe durch einen Dämon mitgeteilt, dass sie an Sühnebesessenheit leide, um andere Menschen vor der Hölle zu bewahren. Grund hierfür sei wiederum ein Fluch, den eine ehemalige Nachbarin von Michels Mutter über Anneliese Michel bereits vor ihrer Geburt ausgesprochen habe.
In den Phasen, in denen Anneliese Michel ihr Studium fortsetzte, pendelte sie zwischen Würzburg und Klingenberg, um Studium und Austreibungen parallel betreiben zu können. Dies gelang ihr, ohne größere Aufmerksamkeit zu erregen, da der Kreis der in den Exorzismus eingeweihten Personen bewusst sehr klein gehalten wurde. Dies geschah, weil Michel und ihre Familie Arnold Renz so verstanden hatten, dass Bischof Stangl angeordnet habe, dass keinerlei Informationen über den Exorzismus an Dritte weitergegeben werden dürften. Es ging bei Anneliese Michel so weit, dass sie ihre Anfälle weitgehend auf Zeiten beschränkte, in denen nur Eingeweihte anwesend waren, und so der Kreis des Vertrauens gewahrt bleiben konnte.
Mit Beginn der Fastenzeit am 3. März 1976 (Aschermittwoch) stellte Michel die Nahrungsaufnahme gänzlich ein. Sie behauptete, Stimmen hätten ihr das Essen verboten. Ihr geistiger und körperlicher Zustand verschlechterte sich ab diesem Zeitpunkt dramatisch. Zudem marterte sie sich, indem sie zum Beispiel stundenlang kniete oder den Kopf auf den Boden schlug. Ab Mitte April 1976 konnte Michel das Bett in Würzburg nicht mehr verlassen. Um sie gleichwohl abzuschirmen, kam eine ihrer Schwestern in das Wohnheim. Befreundete Kommilitoninnen aus einer Rosenkranzgebetsgruppe berichteten aus dieser Zeit, dass die Schwester unter Hinweis auf anderweitige ärztliche Betreuung das Herbeirufen eines Arztes verhindert habe. Eingeweihte Freundinnen wurden ebenfalls auf das vermeintliche Verschwiegenheitsgebot des Bischofs eingeschworen.
Ab Mai war ein Verbleib Michels in Würzburg nicht mehr tragbar. Ernst Alt holte sie ab und brachte sie zunächst in seine Gemeinde nach Ettleben und dann in das elterliche Haus nach Klingenberg. Ab diesem Zeitpunkt steigerte sie nach Aussage von Ernst Alt und Arnold Renz ihre körperliche Verausgabung abermals: 500 bis 600 Kniebeugen am Tag, Umsichschlagen, Beißen, Kratzen und Selbstverletzungen waren nun die tägliche Regel. Anneliese Michel brachte sich in dieser Zeit nach den Aussagen der Anwesenden auf vielfältige Weise schwere Verwundungen bei. So versuchte sie zum Beispiel Löcher in die Wand zu beißen, wobei sie sich einen Zahn abbrach.
In den letzten Wochen ihres Lebens wurde Michel zeitweise ans Bett gefesselt, um weitere Verletzungen zu verhindern. In dieser Zeit bis zu ihrem Tod glaubte sie, die Wundmale von Jesus Christus an sich zu erkennen. So hatte Michel wunde Füße, weil sie zu jener Zeit zu kleine Schuhe trug, wenn sie im Haus umherlief. Außerdem wies der Körper offene Druckgeschwüre über den Knien auf, die auf lang andauerndes Knien zurückzuführen waren. Michel war der Überzeugung, dass ihr „der Gnadenakt der Stigmata“ auch an den Händen zuteilwurde, diese jedoch nicht sichtbar seien: Der Heiland habe diese auf ihre Bitten nicht aufbrechen lassen, damit sie ihre Examensarbeit fertigstellen könne. Aller Wahrscheinlichkeit nach beruhten sämtliche sichtbaren Verletzungen auf Selbstgeißelungen oder unkontrollierten Handlungen während spontaner Anfälle. Die Verletzungen sind auf vielen Fotos dokumentiert.
Am 30. Juni 1976 wurde letztmals der Exorzismus an Michel durchgeführt. Sie starb am 1. Juli 1976 an den Folgen des schlechten Ernährungszustands und der hochgradigen Abmagerung. Bei der noch am Todestag durchgeführten Obduktion wurde zudem eine Lungenentzündung festgestellt, die ihren Zustand in der Endphase weiter verschlechtert hatte. Eine pathologische Veränderung im Schläfenlappenbereich ließ sich nicht feststellen, allerdings ist dies kein Beleg dafür, dass sie keine Epilepsie hatte. Bei ihrem Tod wog sie nur noch 31 kg bei einer Körpergröße von 1,66 m.

## Gerichtliche Aufarbeitung und Exhumierung

### Ermittlungsverfahren
Das Ermittlungsverfahren wegen der ungeklärten Todesursache Michels wurde von der Staatsanwaltschaft beim Landgericht Aschaffenburg noch an ihrem Sterbetag eröffnet. Anlass hierfür war ein Anruf von Alt unmittelbar bei den Ermittlungsbehörden. Dabei teilte er mit, dass eine junge Frau verstorben sei, die seit einigen Monaten exorziert worden sei. Daraufhin wurde auf staatsanwaltschaftliche Anordnung die Obduktion noch am gleichen Tag durchgeführt.
Die von der Staatsanwaltschaft mit den Ermittlungen betraute Kriminalpolizei erstreckte die kriminalistischen Untersuchungen wegen des Verdachts der fahrlässigen Tötung auf die Eltern Michels sowie auf Alt, Renz und Stangl. Später wurde das Verfahren auch auf Rodewyk ausgedehnt.
Das Ermittlungsverfahren gegen Stangl und Rodewyk wurde von Seiten der Staatsanwaltschaft im Juli 1977 mit der Begründung eingestellt, dass beide keinen wirklichen Kontakt zum Opfer gehabt und damit keine genaue Kenntnis von dessen Gesundheitszustand hätten haben können, was eine Strafbarkeit ausschließe.

### Exhumierung
In zeitlichem, nicht jedoch sachlichem Zusammenhang mit dem gerichtlichen Verfahren erfolgte am 25. Februar 1978 eine Exhumierung der Verstorbenen auf dem Friedhof von Klingenberg. Zur Begründung des Schritts gaben die Eltern Michels an, dass der Leichnam aus dem zur Bestattung verwendeten hölzernen Kindersarg in einen mit Zink ausgeschlagenen Eichensarg umgebettet werden solle. Im Hintergrund stand vermutlich auch die Behauptung einer Laienschwester, Anneliese Michel sei ihr erschienen und habe angekündigt, dass ihr Körper unverwest sei, wodurch die übernatürliche Natur des Geschehens belegt werde. Bei der Öffnung des Sargs in der Leichenhalle des Friedhofs waren der Bürgermeister von Klingenberg, der Leiter des Bestattungsinstituts und dessen Helfer, ein Vertreter des Landratsamtes sowie zwei Polizisten anwesend. Von den Angeklagten war niemand bei der Öffnung des Sarges dabei. Renz behauptete hierzu, von Polizisten am Betreten der Leichenhalle gehindert worden zu sein. Die anderen Beteiligten bezeugten indes, dass er nur ein paar Schritte auf die Leichenhalle zugegangen, dann jedoch freiwillig umgekehrt sei. Weiter bestätigten sie eine dem Zeitrahmen entsprechende Verwesung. Alt hielt sich zwar in der Nähe des Friedhofs auf, bezweifelte aber von Anfang an den Wahrheitsgehalt der Visionen der Allgäuer Ordensfrau. Bei der visionären Laienschwester handelte es sich um die Leiterin eines Kinderheims im Allgäu. Nachdem sich Renz von seiner ehemaligen Pfarrstelle zurückziehen musste, war er eine Weile in diesem Kinderheim einquartiert. Über einen Zusammenhang kann man nur spekulieren; dieser wurde jedenfalls damals nicht öffentlich thematisiert.

### Strafverfahren

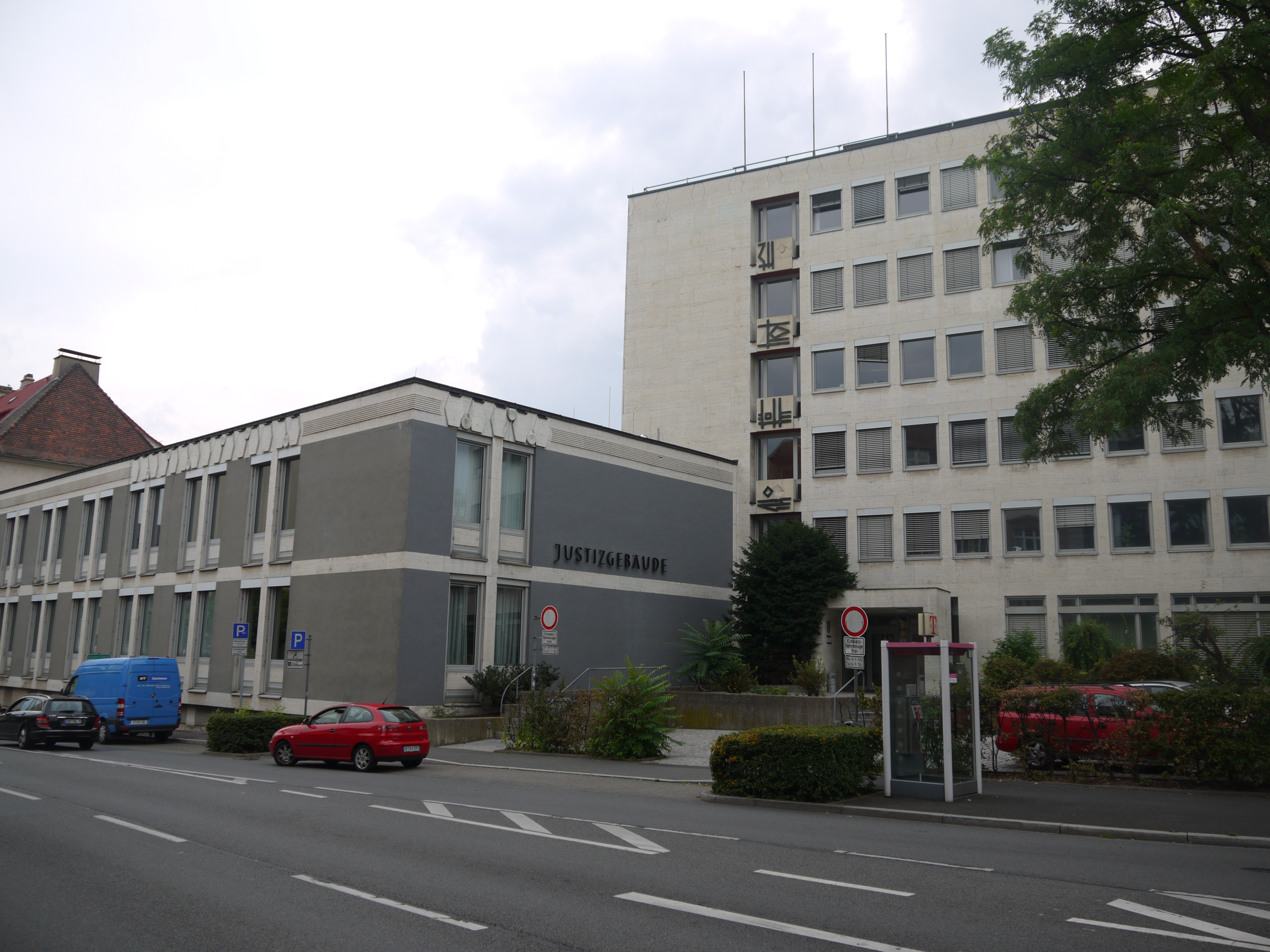
Der Ort des Prozesses: Das Landgericht Aschaffenburg im Justizzentrum

Nachdem die Anklageschrift im Juli 1977 bei Gericht eingegangen war, begann das Verfahren gegen die vier Angeklagten am 30. März 1978 vor dem Landgericht Aschaffenburg, das als Aschaffenburger Exorzismus-Prozess weltweit bekannt wurde und eine große mediale Aufmerksamkeit erregte. So stellten zahlreiche ausländische Medien Gesuche für Drehgenehmigungen. Auch der Vatikan beobachtete das Verfahren aufmerksam: Der Apostolische Nuntius in Deutschland befürchtete durch den Prozess einen Verstoß gegen den im Reichskonkordat gesicherten Schutz des Beichtgeheimnisses, da die Staatsanwaltschaft von Renz und Alt die Tonbänder der Exorzismen sowie den umfangreichen Schriftwechsel mit Bischof Stangl erhalten hatte.
Der auf Antrag der Staatsanwaltschaft vom Gericht bestellte Gutachter der Nervenklinik der Universität Würzburg stellte fest, dass Michel an einem epileptischen Anfallsleiden gelitten habe. Durch die medikamentöse Behandlung habe sich die Krankheit eine andere Ausdrucksform gesucht und sei zu einer paranoiden Psychose geworden. Dies werde auch durch die Tonbänder der Exorzismussitzungen bestätigt. Es sei eine Erfahrungstatsache, dass Epilepsiepatienten häufig übertriebene oder krankhafte religiöse Einstellungen sowie depressive und paranoide Phasen aufweisen können. Die ab April 1976 auftretende Verschlechterung des Gesundheitszustandes sei auf Autosuggestion infolge von endgültigem Kontrollverlust zurückzuführen. Weitere Ursachen dieses schweren, komplexen Krankheitsbildes lagen nach Ansicht des Gutachters in einer nicht diagnostizierten, extremen Form der Magersucht, die schließlich zum Tode durch Verhungern geführt habe.
Der Tod Michels hätte nach Feststellung des Gutachters durch rechtzeitige Hinzuziehung eines Arztes, später durch medikamentöse und psychotherapeutische Behandlung, zuletzt durch die Einleitung einer Zwangsernährung, die spätestens ab April 1976 erforderlich war, verhindert werden können. Zu diesem Zeitpunkt wäre auch eine Einweisung nach dem Bayerischen Verwahrungsgesetz möglich gewesen, da sich Michel im höchsten Maße selbst gefährdet habe und aufgrund ihrer Geisteskrankheit nicht mehr in der Lage gewesen sei, eine für ihr Überleben so weit reichende und notwendige Entscheidung zu treffen.
Auf Antrag der Verteidiger der beiden Geistlichen wurden durch das Gericht zwei weitere Gutachter von der Psychiatrie der Universität Ulm, darunter Eberhard Lungershausen, bestellt, die im Wesentlichen zu denselben Ergebnissen kamen. Lediglich hinsichtlich der Diagnose eines Hirnschadens widersprachen sie dem Erstgutachter. Darüber hinaus vermuteten die beiden Autoren des zweiten Gutachtens eine verkannte, nicht behandelte schwere Schizophrenie als eine Komponente der Krankheit.
Auch hinsichtlich der Angeklagten fand eine Begutachtung statt. Dabei stellte der Erstgutachter fest, dass bei allen vier Angeklagten eine stark ausgeprägte Religiosität vorliege, die zu der subjektiven Wahrnehmung geführt habe, dass Michel nur durch göttliche Hilfe zu retten gewesen sei. Die angeklagten Priester hätten dabei aufgrund ihres religiösen Glaubens gehandelt; dieser sei auf dem Boden naiver – um nicht zu sagen primitiver – religiöser Überzeugungen entstanden.
Die Zweitgutachter gelangten zu dem Ergebnis, dass die Schlüsse des Erstgutachters auch in Hinblick auf die Angeklagten korrekt seien. Zudem diagnostizierten sie bei Renz eine Gehirnverkalkung. Hinsichtlich Alt erklärten sie, dass dieser als psychisch abnorm zu bezeichnen sei. Dies wurde dergestalt konkretisiert, dass bei ihm die Möglichkeit einer Psychose des schizophrenen Formenkreises naheliege, ohne dass sich jedoch aus dem Befund der Begutachtung eine beweisende Symptomatik ableiten ließe.
Die Eltern Michels beriefen sich zu ihrer Verteidigung darauf, dass sie das Schicksal und das Leben ihrer Tochter der Kirche und den handelnden Priestern anvertraut hätten. Renz wiederum schob die Verantwortung auf die Eltern. Die ärztliche Betreuung und die Ernährung sei nicht Aufgabe eines Exorzisten. Die Eltern hätten alles Erforderliche veranlassen müssen. Sämtliche Angeklagten verwiesen zudem darauf, dass ihnen Rodewyk versichert habe, dass noch niemand während eines Exorzismus gestorben sei.
Als Verteidiger bedienten sich die Eheleute Michel unter anderem des Rechtsanwalts Erich Schmidt-Leichner, der in den 1960er-Jahren mediale Bekanntheit durch seine Tätigkeit als Wahlverteidiger in bundesdeutschen Kriegsverbrecherprozessen erlangt hatte.
Schlussendlich beantragte die Staatsanwaltschaft am 19. April 1978 die Bestrafung der Angeklagten wegen „fahrlässiger Tötung durch Unterlassung“. Die Geistlichen sollten eine Geldstrafe in Höhe von jeweils 120 Tagessätzen erhalten; für die Eltern wurde kein Strafmaß gefordert, da sie am Verlust der Tochter schon schwer genug zu tragen hätten. Die Verteidiger der Angeklagten beantragten alle deren Freispruch.

### Urteil
Das Gericht ging über den Antrag der Staatsanwaltschaft weit hinaus und verurteilte sowohl die Eltern als auch Renz und Alt am 21. April 1978 wegen fahrlässiger Tötung jeweils zu sechsmonatigen Haftstrafen, die auf drei Jahre zur Bewährung ausgesetzt wurden. Das Gericht warf den Angeklagten vor, sie hätten für medizinische Hilfe sorgen und einen Arzt hinzuziehen müssen. Zugunsten der Angeklagten sah das Gericht eine erhebliche Verminderung der Einsichtsfähigkeit, da diese „unumstößlich an die personale Existenz des Teufels glaubten“, was im Sinne von § 21 StGB zu einer verminderten Schuldfähigkeit führe. Zur Frage einer Besessenheit Michels äußerte sich das Gericht in der schriftlichen Urteilsfassung nicht. Lediglich in der mündlichen Begründung des Urteils soll das Gericht gesagt haben: „Anneliese Michel war nicht besessen. Sie war seit dem 1. Mai 1976 geisteskrank.“
In juristischen Fachkreisen traf das Urteil überwiegend auf Zustimmung. Vereinzelte kritische Stimmen bemängelten, dass das Gericht mit der Entscheidung in unzulässiger Weise Glaubensfragen beurteilt habe.
Alle vier Angeklagten legten zunächst Rechtsmittel gegen die Entscheidung ein, nahmen die Revisionsanträge dann aber zurück, weshalb das Urteil rechtskräftig wurde. Nach Ansicht der Beteiligten sei das Urteil über die Sache einzig Gottes Angelegenheit, weltliche Gerichte seien nicht zuständig. Tatsächlich haben sich zumindest die Geistlichen bei ihrer Entscheidung auch von rechtlichen Erwägungen leiten lassen: Nach einer Bewertung durch die Diözese Würzburg soll eine Revision ohne Aussicht auf Erfolg gewesen sein.

## Deutungen der Ereignisse

### Medizinische Deutung
Durch die Feststellungen im gerichtlichen Verfahren bedingt, überwiegen naturwissenschaftlich-medizinische Deutungen. Nach den Aussagen aller behandelnden Ärzte machten die – je nach Zählung – fünf bis sechs dokumentierten großen epileptischen Anfälle zwischen 1968 und 1972 die Diagnose einer Epilepsie erforderlich, die unter anderem bei insgesamt neun neurologischen Untersuchungen seit 1969 Bestätigung fand. Auch die gerichtlich bestellten Gutachter kamen unter Berücksichtigung der Behandlungsakten der behandelnden Ärzte sowie der Tonaufzeichnungen der Exorzismen ebenso zu dem Ergebnis, dass Michel zweifelsfrei an Epilepsie gelitten hatte. Bei Erkrankungen dieser Art könnten jedoch nicht selten sehr betonte, übertriebene und krankhaft religiöse Einstellungen auftreten, über die Michel schließlich im Sommer 1975 die Kontrolle verloren habe. In der Folge habe sich bei Michel eine schwere psychogene Psychose entwickelt.
Zusammengefasst lautet die medizinische Diagnose der Ereignisse: „Paranoid-halluzinatorische Psychose bei Epilepsie auf dem Hintergrund besonderer psychosozialer Faktoren, wobei eine psychogene Identifizierung krankhafter Art mit der Rolle einer Besessenen gegeben war.“

### Psychologische Deutung
Der evangelische Theologe und Kulturwissenschaftler Uwe Wolff, der sich intensiv mit der Kulturgeschichte von Engeln und der Dämonologie beschäftigt, schließt sich den gerichtlichen Gutachtern weitgehend an. Sein Interesse gilt aber weniger der wissenschaftlich-medizinischen Erklärung als der Frage: Warum ist Anneliese Michel krank geworden? Als Antwort bietet er die streng katholische Erziehung Michels an, die väterlich-autoritär gewesen sei, vor allem aber auch moralisch überfordernd und angstbesetzt. Im Gegensatz zur Mehrheit ihrer Generation habe sie sich nicht einfach von ihrer Erziehung durch Übertretung und Provokation befreien können. Nur eine Rolle habe in der Welt ihres Heimatortes überhaupt die Möglichkeit zur Befreiung geboten: die der Besessenen. Als Besessene konnte sie alles Katholische, ihre Eltern und die sie umgebende Kultur beschimpfen, ohne dafür mit Bestrafung rechnen zu müssen. Die extrem traditionalistischen Aussagen während der Exorzismen, so zum Beispiel gegen die Handkommunion, erklärt Wolff als suggestiv hervorgerufen durch Alt und Renz.
Gleichzeitig gibt Wolff noch eine zweite Erklärung, die der ersten in gewisser Weise gegenläufig ist. Demnach sei es gerade ihre tiefe Verwurzelung in der katholischen Frömmigkeit gewesen, die Michels Misstrauen gegen die Hilfe der Ärzte hervorgerufen habe. Denn keiner der Ärzte sei in der Lage gewesen, ihr eine Sinndeutung ihres Leidens zu geben. Ganz anders die Religion; hier habe sie ihr Leid als stellvertretendes Sühneleiden verstehen können, durch das anderen Menschen das Fegefeuer verkürzt oder gar die Hölle erspart bliebe. Andererseits habe ihr die katholische Kirche den immer wieder bedachten Selbstmord verboten – dieser hätte als Todsünde die Sühnedeutung gerade zerstört. Folglich sei als letzte Möglichkeit nur der Tod aufgrund des schon bestehenden Leidens geblieben. Daher habe sie sich ab Ostern 1976 allmählich zu Tode gehungert.
Andere Autoren sehen eine gestörte Vater-Tochter-Beziehung als Ursprung unterdrückter Aggressionen, welche die Ereignisse ausgelöst hätten. Die zunächst unterdrückten Impulse hätten sich im Laufe der Entwicklung verselbstständigt und zu bösen Geistern umdefiniert.
Der Theologe und Lehrstuhlinhaber der Katholischen Fakultät der Universität Tübingen, Herbert Haag, sieht zudem bei Michel eine Beziehung zwischen ihr als Besessener und dem Exorzisten entsprechend einem psychologischen Regelkreis. Renz habe mit seinen Beschwörungen auf die Erwartungen Michels reagiert, wodurch deren körperliche und seelische Belastungen derart weiter stiegen, dass ihre innere Widerstandskraft brach und sie sich ihre für sie unverständliche Erkrankung nur noch in einem religiösen Wahn erklären konnte.

### Offizielle kirchliche Deutung
Der Kardinal Joseph Höffner, damals Vorsitzender der Deutschen Bischofskonferenz, erklärte am 28. April 1978 in der Presseerklärung zum Fall Klingenberg, nach der katholischen Lehre sei eine dämonische Besessenheit grundsätzlich möglich:

„Die katholische Theologie hält an der Existenz des Teufels und dämonischer Mächte fest. Es besteht auch für den Menschen des ausgehenden 20. Jahrhunderts kein Grund, das Wirken Satans und böser Geister in unserer Welt zu leugnen oder die Aussagen darüber als absurd zu empfinden. Die Kirche lehrt in ununterbrochener Tradition, dass Gott unsichtbare Wesen mit Erkenntnis und Willen erschaffen hat. Einige wandten sich aus freier Entscheidung gegen Gott als den Urheber alles Guten und wurden böse. Die Kirche ist ferner der Überzeugung, dass diese bösen Geister auch einen unheilvollen Einfluss auf die Welt und den Menschen auszuüben versuchen. Diese Einwirkung hat viele Formen. Eine dieser Formen kann die Besessenheit sein.“

Im Jahr 2005 erklärte die Bischofskonferenz, die Ursache für den Tod von Anneliese Michel liege „vor allem in der extremen Unterernährung von Anneliese Michel. Das in Klingenberg mit dem Großen Exorzismus verbundene Setting hat aber tatsächlich jede ärztliche Intervention verhindert. Der Grund dafür lag vor allem in der jeden Zweifel ausschließenden wechselseitigen Bestätigung von Exorzisten, der Eltern und vor allem Anneliese Michel selbst“. Zur Frage ihrer möglichen Besessenheit wurde jedoch keine Stellung bezogen.

### Kultisch-religiöse Deutung

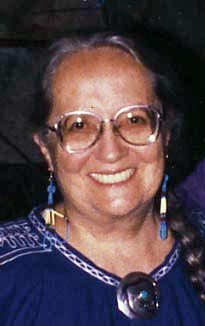
Vertreterin der These einer teuflischen Besessenheit: Felicitas Goodman (etwa 1988)

Die US-amerikanische Ethnologin Felicitas Goodman versuchte die Geschehnisse auf der Grundlage ihrer selbst entwickelten kulturanthropologischen Vorstellungen zu erklären. Demnach gebe es in allen Religionen das sogenannte Phänomen eines „religiösen Ausnahmezustandes“, der sowohl positiv als auch negativ auftreten könne. Dieser Ausnahmezustand sei im Menschen prinzipiell angelegt, wobei verschiedene Menschen unterschiedlich begabt für das Erreichen dieses Zustands seien. Werde der Ausnahmezustand positiv erfahren, so wirke er sich im Lustzentrum des Gehirns aus, andernfalls erreiche er das Strafzentrum. Besonderes Zeichen des religiösen Ausnahmezustandes sei ein Sprechen in einer bestimmten, immer wiederkehrenden Vokalisation, das heißt in bestimmten Rhythmen und Melodien. Diese Vokalisation sei bei Mitschnitten der Exorzismen nachweisbar.
Nach Goodman gibt es in allen Religionen auch Heilmittel für den Fall, dass der Ausnahmezustand negativ erfahren wird. Die katholische Kirche habe dafür den seit Jahrhunderten verfeinerten großen Exorzismus. Der beim Exorzismus verursachte heftige psychische Schock diene dazu, das Gehirn des Betroffenen anzuleiten, den Ausnahmezustand vom Straf- ins Lustzentrum umzulenken. Genau dies sei auch bei Michel geschehen: Am 31. Oktober 1975 seien alle Dämonen ausgefahren, nachdem sie schon zuvor immer wieder Visionen und Auditionen der Muttergottes, verschiedener anderer Heiliger und Engel sowie angeblich von Christus selbst hatte.
Fatal habe sich gemäß Goodman aber die Medikation ausgewirkt. Von Anfang an hätten die neurochemisch wirkenden Mittel das Gehirn beruhigt und damit die gewünschte Hirnreaktion auf den Exorzismus behindert und letztlich dazu geführt, dass die Dämonen nur wenige Augenblicke nach der Austreibung zurückgekommen seien. Von diesem Augenblick an hätten die Medikamente bestimmend gewirkt. Die zuvor namentlich bekannten Dämonen seien immer weniger zu Wort gekommen und nach dem 29. Februar 1976 ganz verstummt. Auch die positiven Stimmen hätten nach Karfreitag 1976 nichts mehr von sich hören lassen. Nachdem ihr das Schlucken unmöglich geworden war, konnte Michel schließlich auch das Medikament Tegretal (Wirkstoff Carbamazepin) nicht mehr einnehmen. Nun stellten sich nach Goodmans These die Entzugserscheinungen des Medikaments ein, die sich nach ihrer Auffassung in auffälliger Weise mit den Symptomen Michels decken. Schließlich sei sie an einer durch Tegretal verursachten Schädigung der roten Blutkörperchen gestorben.
Der österreichische Theologe Ferdinand Holböck schrieb das wohlwollende Vorwort zu Goodmans Buch. Dort verteidigte Holböck die beiden ausführenden Exorzisten Alt und Renz („… die sicher frei sind von jeder moralischen Schuld“). Darüber hinaus behauptete er, dass Dämonen existierten und im Sinn der Besessenheit von Personen Besitz ergreifen könnten. Er berief sich in seiner dämonologischen Sichtweise auf katholische Theologen wie Karl Rahner, Heinrich Schlier und Joseph Ratzinger und wies darauf hin, dass die Annahme der Existenz von Dämonen und Besessenheit im Neuen Testament und in der katholischen Theologie einen festen Platz haben. Der katholische Theologe Georg Siegmund schrieb das Nachwort. Darin bezeichnete er die Gerichtsurteile als hart und verstieg sich zur medizinischen Beurteilung eines Falles von Anorexia nervosa, den er ohne weitere Details als Fehldiagnose abtat. Wie Goodman kritisierte auch Siegmund, dass Michel mit Psychopharmaka behandelt wurde. Ganz ausdrücklich bedauerte er, dass in der heutigen Welt der Glaube an die reale Existenz des Teufels zurückgehe und sogar in kirchlichen Kreisen lächerlich gemacht werde.
Goodmans Thesen werden von Anhängern kultisch-religiöser Deutungsversuche regelmäßig als Beleg einer teuflischen Besessenheit ins Feld geführt, obwohl ihre Arbeit auf breiter Basis als unwissenschaftlich und nicht nachvollziehbar bezeichnet wird.

### Kirchenpolitische Deutung
Die Aussagen Michels im Rahmen der Exorzismen lassen unter anderem eine Nähe zum Programm der Gruppe um den französischen Erzbischof und Gründer der Pius-Bruderschaft Marcel Lefebvre erkennen. Die Bruderschaft steht unter anderem den Reformen des Zweiten Vatikanischen Konzils ablehnend gegenüber. Renz wurde eine Nähe zu dieser Gruppierung nachgesagt, teilweise galt er gar als ein hundertprozentiger Anhänger. So gab er in einem Brief an Stangl zu, dass er in seiner Gemeindekirche in zwei Fällen vergeblich versucht hat, die Mundkommunion gegen den Willen der Gottesdienstbesucher durchzuführen.
Nach Behauptung von Renz sowie Michels Eltern habe die Jungfrau Maria die Dämonen dazu gezwungen, Michel Botschaften in den Mund zu legen, die die Welt unbedingt erfahren müsse. Durch die suggestive Fragetechnik von Renz im Rahmen der Exorzismen kam der Verdacht auf, dass er Michel Worte förmlich in den Mund gelegt habe, um diese später als religiöse Wahrheiten zu verbreiten. So hat Renz zum Beispiel im Exorzismus vom 23. Januar 1976 durch Michel den Teufel über Lefebvre sowie den damaligen reformorientierten Theologie-Professor Hans Küng sprechen lassen:
Renz: Du bist schuld an den Irrlehren zum Beispiel von Küng?
Luzifer: Ja, wir haben noch mehr.
Renz: Der Bischof Lefebvre?
Luzifer: Ach der, auf den hören sie ja nicht, wie schade!
Renz: Wer sagt, wie schade?
Luzifer: Ich nicht!
Viele Inhalte der „Aussagen der Dämonen“ richten sich gegen die Neuerungen des Zweiten Vatikanischen Konzils, so zum Beispiel die Handkommunion, die Abschaffung der Kommunionbänke, den Volksaltar und andere. Aber auch politische Themen wie die Reform des Abtreibungsrechts sind Gegenstand der Äußerungen. Da Renz von Anfang an beabsichtigte, die Tonaufnahmen zu veröffentlichen, liegt die Vermutung nahe, dass Michel von den beteiligten Priestern lediglich als Demonstrationsobjekt für die Existenz des Teufels und zur Verbreitung religionspolitischer Botschaften missbraucht wurde. Selbst innerhalb der Würzburger Diözesanleitung ging man davon aus, dass eine konzilfeindliche Strömung mit dem Besessenheitswahn sympathisiere und den Teufel ‚jedem an die Wand male‘.

### Deutung der Beteiligten
Als Anneliese Michel noch lebte, war der Kreis der ihr nahestehenden und in den Exorzismus eingeweihten Personen von ihrer dämonischen Besessenheit überzeugt. Dazu zählten insbesondere ihre Familie, die Geistlichen Alt, Renz und Rodewyk sowie die Wallfahrtsleiterin.
Von einer Schwester Michels weiß man, dass sie sich nach deren Tod einer weltlich-psychologischen Deutung anschloss. Es ist nichts darüber bekannt, dass einer der anderen Beteiligten seine Meinung zu den Vorkommnissen nach dem Tod Michels geändert hat.
Alt rechtfertigte sein Verhalten noch Jahrzehnte nach dem Geschehen. So schrieb er zehn Jahre nach dem Tod Michels: „Ich kann nicht sagen, Dämonen sind Gebilde einer überreizten Phantasie! Ich kann nicht sagen, Hölle gibt es nicht. Ich kann nicht sagen, Klingenberg ist abgehakt; Anneliese Michel war geisteskrank!“ Dreißig Jahre nach den Ereignissen schrieb er: „Der Auftrag lautet: Treibt die Dämonen aus (Mt 10,8 )! … wenn wir es nicht tun, was geschieht dann mit der Kirche und der Welt?“

### Sonstiger Ansatz
Der Missbrauchsbeauftragte des Bistums Würzburg Klaus Laubenthal schilderte in seinem Jahresbericht 2015/2016 den Vorwurf des sexuellen Missbrauchs einer Frau durch Arnold Renz. Auch gegenüber Ernst Alt wurden entsprechende Vorwürfe erhoben. Nach Ansicht Laubenthals sollten künftige Forschungen zum Fall Michel auch den Aspekt des sexuellen Missbrauchs in Erwägung ziehen.

## Nachwirkungen
Unter dem Druck der nicht nachlassenden öffentlichen Diskussion entschied sich die Deutsche Bischofskonferenz 1979 zur Einberufung einer multidisziplinär zusammengesetzten Arbeitsgruppe zur Klärung grundsätzlicher Fragen im Kontext von Besessenheit und Exorzismus. In die Kommission wurden ganz bewusst neben Theologen auch Psychologen berufen; den Vorsitz hatte Prälat Josef Homeyer. Die Arbeitsgruppe empfahl die Überarbeitung der herkömmlichen Besessenheitskriterien, die Ablehnung der imperativen Exorzismusform und die Garantie ärztlicher und psychiatrischer Begutachtung und Hilfe vor und während des Rituals. Die Ergebnisse der Kommission veranlassten die Deutsche Bischofskonferenz 1984 zu einem Gesuch bei der vatikanischen Gottesdienstkongregation, den Exorzismus als Liturgie zur Befreiung vom Bösen umzugestalten. Die Ergebnisse der Arbeitsgruppe fanden nur in Details Eingang in die überarbeitete Fassung des Exorzismusritus von 1999. So führt die Neufassung des Exorzismusrituals weiterhin den Begriff Exorzismus statt Liturgie zur Befreiung vom Bösen im Titel. Allerdings ist mit dem neuen Ritus ein Exorzismus abzubrechen, wenn der Betroffene die Hinzuziehung eines Arztes ablehnt.
Die öffentliche Diskussion über die Rolle der katholischen Kirche im Rahmen der Ereignisse führte dazu, dass es in Deutschland nur noch wenige genehmigte Exorzismen gab und gibt. Letzte verlässliche Zahlen aus dem Jahr 2008 bestätigen lediglich einzelne offizielle Austreibungen in den Diözesen Augsburg und Paderborn. Allerdings ist von einer hohen Dunkelziffer an ungenehmigten Austreibungen auszugehen.
In Teilen von konservativ-religiösen Kreisen genießt Michel das Ansehen einer Heiligen. So wird vielfach über Pilgerreisen von ganzen Reisebusgruppen aus vielen Ländern Europas an das Grab Michels berichtet. In der Literatur gibt es Beschreibungen davon noch für das Jahr 2009. Bei einer Mahnwache für Exorzismusopfer 2010 fanden sich indes nur drei Teilnehmer zusammen.

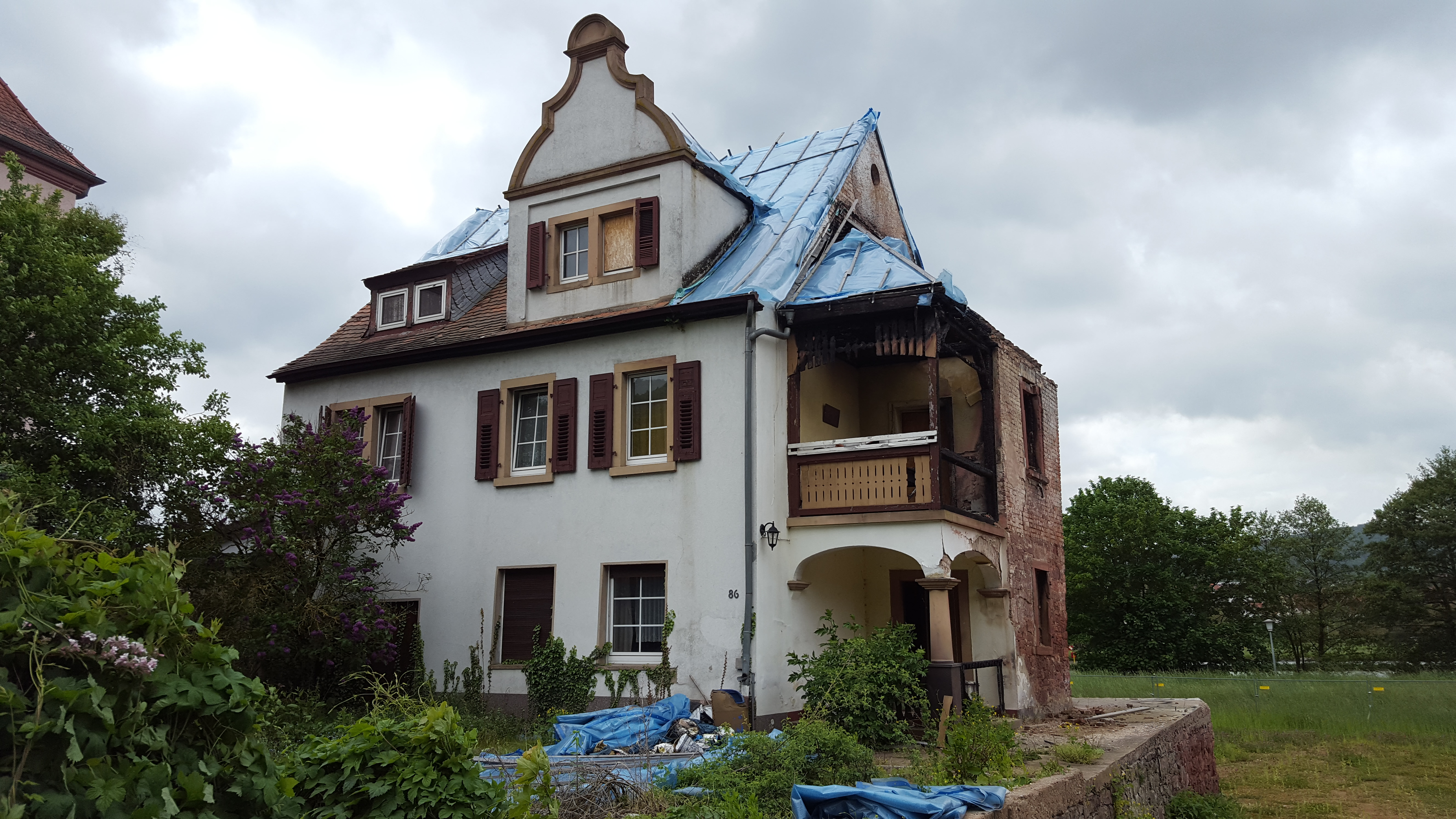
Durch Brandstiftung beschädigtes Gebäude auf dem Gelände neben dem ehemaligen Sägewerk der Michels

Zu Ehren Annelieses ließ ihr Vater nach ihrem Tod auf seinem Privatgrundstück in unmittelbarer Nähe des Friedhofs eine kleine Kapelle bauen und weihen. Dort empfingen die Eltern zu ihren Lebzeiten Pilger. Nach dem Tod von Michels Mutter im Jahr 2012 wurde die Kapelle geschlossen. In der Kapelle von San Damiano soll ein Bild Anneliese Michels hängen.
Auch in den Medien finden die Ereignisse regelmäßig wiederkehrende Resonanz. So erreichte im Juni 2013 der Fall erneut Aufmerksamkeit, als ein Gebäude auf dem Gelände neben dem ehemaligen Sägewerk der Familie Michel ausbrannte. Medien brachten das Feuer zunächst mit Satanisten in Verbindung. Tatsächlich wurden die Brände von einem geltungssüchtigen Feuerwehrmann gelegt.

## Rezeption

### Filmische Dokumentation
- Tod durch Teufelsaustreibung. Reportage, Deutschland 1976, 45 Minuten, Buch und Regie: Helge Cramer, Produktion: Bayerischer Rundfunk, Reihe: Der Weiße Fleck, Erstausstrahlung am 2. August 1976. Erste Dokumentation über den Exorzismusfall unter anderem mit ausführlichem Interview mit Pater Renz.[147] Nominierung für den Adolf-Grimme-Preis 1977.[148]
- Der Fall Anneliese M. Feature, Deutschland 1978, 45 Minuten, Buch und Regie: Helge Cramer, Produktion: Bayerischer Rundfunk, Reihe: Der Weiße Fleck, Erstausstrahlung am 21. März 1978. Aufarbeitung aus Anlass der Exhumierung.[149]
- Satan lebt – Die Rückkehr des Exorzismus. Feature, Deutschland 2006, 44 Minuten, Buch und Regie: Helge Cramer, Produktion: Westdeutscher Rundfunk Köln, Reihe: Die Story, Erstausstrahlung am 27. März 2006. Schwerpunkt insbesondere auf Gesprächen mit ehemaligen Kommilitonen Michels.[150] Nominierung für den Adolf-Grimme-Preis 2007.[148]
- Teufels Werk und Gottes Beitrag. Dokumentarfilm, Deutschland 2011, 95 Minuten (Fernsehfassung 88 Minuten),[151] Buch und Regie: Helge Cramer, Produktion: Bayerischer Rundfunk in Koproduktion mit dem Westdeutschen Rundfunk Köln, Erstausstrahlung am 21. April 2011. Darstellung der heutigen Exorzismuspraxis in Deutschland unter besonderer Berücksichtigung der Nachwirkungen des Falls Michel. Nominierung für den Grimme-Preis 2012.[148]

### Spielfilm
- Die Begebenheiten waren Inspiration zu Scott Derricksons Thriller Der Exorzismus von Emily Rose von 2005.
- Die Ereignisse um Anneliese Michel werden in Hans-Christian Schmids preisgekrönten Film Requiem aus dem Jahr 2006 als Grundlage für eine fiktive Geschichte aufgegriffen.
- 2011 entstand der Low-Budget-Horrorfilm Der Exorzismus der Anneliese M..

### Theater
- Im Auftrag des Burgschauspielvereins aus dem nahe Klingenberg gelegenen Freudenberg schrieb Bernhard Setzwein das an den Fall Anneliese Michel angelehnte Theaterstück Fremde Stimmen,[152] das im Sommer 2005 auf der Burg Freudenberg aufgeführt wurde.[153]

### Musikalische Auseinandersetzung
- Die Gruppe Public Image Ltd. verarbeitete den Tod Anneliese Michels in dem Stück Annalisa auf ihrer 1978 erschienenen Debüt-LP.
- Die österreichische Black-Metal-Gruppe Seduced verwendete originale Tonaufnahmen des Exorzismus als Intro für das Lied Die Teufelseintreibung.
- Die amerikanische Power-Metal-Band Cage behandelte den Fall im Stück Anneliese Michel auf dem 2011 erschienenen Album Supremacy Of Steel.
- Die amerikanische Metal-Band Currents verwendete den Fall in ihrem 2012 veröffentlichten Stück Anneliese auf der gleichnamigen Single.
- Die belgische Black/Death-Metal-Gruppe Possession behandelt den Fall auf ihrer EP Anneliese von 2014.
- Die amerikanische Metalcore-Band Ice Nine Kills verwendete originale Tonaufnahmen des Exorzismus als Intro für das Lied Communion of the Cursed ihres 2015 erschienenen Albums Every Trick in the Book.
- Die schottische Black/Speed-Metal-Band Hellripper veröffentlichte mit ihrem Album Coagulating Darkness 2017 den Song Annelise.[154]

### Nicht-religiöse Aufarbeitungen
- Sepp Maderegger: Dämonen. Die Besessenheit der Anneliese Michel im Licht der analytischen Psychologie – ein Beitrag zur Diskussion über die Personalität des Teufels. Verlag Ovilava-Libri, Wels 1983, ISBN 3-85410-030-2.
- Petra Ney-Hellmuth: Der Fall Anneliese Michel. Kirche, Justiz, Presse. Königshausen & Neumann, Würzburg 2014, ISBN 978-3-8260-5230-9.[Anm. 1][Anm. 2][Anm. 3][Anm. 4]
- Otto Schrappe: Der Weg von der Epilepsie zur Besessenheit. Über A. M. und ihre Anfallskrankheit. In: Nervenheilkunde 1, 1982, ISSN 0722-1541, S. 59–65.
- Uwe Wolff: Der Teufel ist in mir. Heyne, München 2006, ISBN 3-453-60038-X. Erstmals erschienen unter dem Titel: Das bricht dem Bischof das Kreuz. Die letzte Teufelsaustreibung in Deutschland 1975/76. Rowohlt, Reinbek bei Hamburg 1999, ISBN 3-499-60619-4.[Anm. 5][Anm. 6]

### Kultisch-religiöse Aufarbeitungen
- Elisabeth Becker (Hrsg.): Der Exorzismus der Kirche unter Beschuss. Christiana-Verlag, Stein am Rhein 1995, ISBN 3-7171-0991-X.
- Kaspar Bullinger: Das Leben und Sterben der Anneliese Michel und die Aussagen der Dämonen. 2. erweiterte Auflage. Ruhland-Verlag, Altötting 1983, DNB 948879831.[Anm. 7]
- Felicitas D. Goodman: Anneliese Michel und ihre Dämonen. Der Fall Klingenberg in wissenschaftlicher Sicht. 5. Auflage. Christiana-Verlag, Stein am Rhein 2006, ISBN 3-7171-0781-X.[Anm. 6][Anm. 8]
- Lisl Gutwenger (Hrsg.): „Treibt Dämonen aus!“ Von Blumhardt bis Rodewyk. Vom Wirken katholischer und evangelischer Exorzisten. Christiana-Verlag, Stein am Rhein 1992, ISBN 3-7171-0956-1.
- Georg Siegmund (Hrsg.): Von Wemding nach Klingenberg. Vier weltberühmte Fälle von Exorzismen. Christiana-Verlag, Stein am Rhein 1985, ISBN 3-7171-0869-7.